# Distretto di Noakhali
Il distretto di Noakhali è un distretto del Bangladesh situato nella divisione di Chittagong. La città principale è Noakhali.

## Suddivisioni
Il distretto di Noakhali si suddivide nei seguenti sottodistretti (upazila):
- Noakhali Sadar
- Begumganj
- Chatkhil
- Companiganj
- Senbagh
- Hatiya
- Kabirhat
- Sonaimuri
- Suborno Char